# El Laurel, Ocosingo
El Laurel är en ort i Mexiko.   Den ligger i kommunen Ocosingo och delstaten Chiapas, i den sydöstra delen av landet, 800 km öster om huvudstaden Mexico City. El Laurel ligger 859 meter över havet och antalet invånare är 116.
Terrängen runt El Laurel är varierad. Runt El Laurel är det glesbefolkat, med 16 invånare per kvadratkilometer. Närmaste större samhälle är Venustiano Carranza, 1,4 km öster om El Laurel. I omgivningarna runt El Laurel växer i huvudsak städsegrön lövskog.